# スキンダイビング
スキンダイビング (skin diving) とは、スクーバなどの水中呼吸装置を使用せず、自分の息だけで潜水することである。素潜り（すもぐり）とほぼ同義。
一般に、素潜りは、海人による伝統的な漁業など、とくになにも装備しないか単純な水中眼鏡程度のみを使用する、生身の身体に近い状態で行う原始的な潜水としての意味合いが強いのに対し、スキンダイビングは、マスク、スノーケル（シュノーケル）、フィンなどの器材を使用する海洋性レクリエーションもしくはウォータースポーツとしての意味合いが強いが、この使い分けは明確に定義されているわけではない。スキンダイビングのうち、より競技性の強いものはフリーダイビングと呼んで区別することが多い。
類似の用語としてスノーケリング(snorkeling)がある。スノーケリングを文字通りに解釈すればスノーケルを使うことであるから、広い意味ではスキンダイビングもスノーケリングに含まれることになり、そのように解釈する事例も多いが、基本的には、潜水か水面遊泳のみかという観点から、スキンダイビングとスノーケリングは区別される。
なお、スクーバダイビングにおいても水面に出た際にはスノーケルで游泳をするから、スキンダイビングはスクーバダイビングの基礎でもあり、習得すべきものである。

## スキンダイビングで潜水可能な深度
呼吸器や循環器に特に疾患・障害が無い健康な成人にとって、適切な器材を使用し、簡単な技術を習得しさえすれば、水深5m程度まで潜水することは、それほど困難なことではない。それ以上は技術的な難度も増し、身体的な要素を含めた素質もある程度必要とされるが、十分な訓練の結果として水深20～30m程度まで潜水できる者も珍しくはない。しかし、水深30mを超える領域は、身体的素質が大きく要求されるとともに、適切なサポートの下での十分な訓練が必要で、それでもなお非常に大きなリスクがある。なお、長時間の潜水は体内の活性酸素を増加させ、老化を早めるという説がある。
最大の欠点は、呼吸を自分の息つぎのみに頼る点で、このために潜水時間が著しく制限される。しかし、スクーバダイビングと比較して、減圧症や肺の過膨張傷害などの危険性はない。厳密に言えば減圧症のリスクはごく僅かながら存在する。